# 公田
公田又稱官田，是古代中國政府所掌握、直接使用或經營的土地。授予政府机构的，则是公廨田。

## 來源
中國古代大亂之後、開國之初，一般來說公田大幅增加。一來戰亂增加了無主荒田的數量，二來前朝政府覆亡後，許多公侯官吏的私產往往被新王朝沒收，成為官田。開國以後，官吏賜田及豪強非法侵佔公田，會使公田減少；如政府不欲直接經營，公田會出售給百姓，或贈與貧民，轉化為私田。

## 宋代
五代後周時政府官田面積減至最少，後周太祖時官田「悉以分賜見佃戶充永業」。北宋建國，官田比重再度上昇。北宋在北方普遍設立屯田抵禦契丹，由屯田使掌管，江淮兩浙也設置民屯。宋真宗時，又恢復五代時廢除的職田，以供官吏俸給之需。此外又增設學田，日后，成为籌措地方官學教育經費的重要来源。
1074年，北宋官田總面積447,400多頃，分屬中央戶部、工部、地方政府的提學官及營田司。當時天下墾田推算有7,800,000多頃，官田佔5.7%。
南宋時，江南官田面積空前擴充，總面積至20萬頃。北宋官田大多在北方，南遷後都已喪失，政府想辦法擴充江南官田，以安置難民和士兵，使之從事農業。
南宋把已有的軍隊屯田改為民屯，並開闢河岸、海岸、湖邊低地，新闢圩田、圍田、湖田、沙田等耕地，成為官田。南宋官田大多建立於舊的屯田區及新闢耕地，土地生產力一般較民田低劣。